# Chalcolepidus erythroloma
Chalcolepidus erythroloma är en skalbaggsart som beskrevs av Candeze 1857. Chalcolepidus erythroloma ingår i släktet Chalcolepidus och familjen knäppare. Inga underarter finns listade i Catalogue of Life.